# The Outsider (album de DJ Shadow)
Pour les articles homonymes, voir The Outsider.
Albums de DJ Shadow
Live! In Tune and on Time
(2004) The Less You Know, the Better
(2011)
The Outsider est le troisième album studio de DJ Shadow, sorti le 19 septembre 2006.
Cet album marque un virage important par rapport à ses précédentes réalisations. En effet, alors que les opus antérieurs étaient plus électroniques avec un son unifié, celui-ci orienté hyphy, rock indé, blues et punk rock de nature plus éclectique a reçu un accueil mitigé.
Recelant pourtant son lot de pistes intéressantes, le public a globalement boudé l'album. Loin de déstabiliser DJ Shadow qui assume une certaine liberté d'action et en parle comme étant son album le plus personnel. Aux détracteurs qui ont eu du mal à avaler ce changement de cap, Shadow explique que refaire éternellement les mêmes choses n'était « pas innovant musicalement et peu satisfaisant en tant qu'homme » et qu'il était « temps pour eux de décider s'ils étaient fans de l'album ou de l'artiste ».
Cette fois-ci, Shadow a travaillé avec le dessinateur Paul Insect sur son nouveau projet. Ensemble, ils ont mis au point les visuels de l'album : le gamin habillé en cow-boy, le masque de Zorro et l'éclair.
The Outsider s'est classé 2e au Top Electronic Albums et 77e au Billboard 200.

## Liste des titres
| No  | Titre                                                        | Contient un (des) sample(s) de                                           | Durée |
| --- | ------------------------------------------------------------ | ------------------------------------------------------------------------ | ----- |
| 1.  | Outsider Intro                                               | Concrete Line Up de Ron Geesin                                           | 2:19  |
| 2.  | This Time (I'm Gonna Try It My Way)                          | Untitled de Joe                                                          | 3:05  |
| 3.  | 3 Freaks (featuring Keak Da Sneak et Turf Talk)              | If You Think You're Lonely Now de Bobby Womack                           | 3:47  |
| 4.  | Droop-E Drop                                                 |                                                                          | 0:18  |
| 5.  | Turf Dancing (featuring The Federation et Animaniaks)        |                                                                          | 4:32  |
| 6.  | Keep Em Close (featuring Nump)                               | Ta Ta de Timothy Wilson Dragnet Theme de Miklós Rózsa et Walter Schumann | 4:06  |
| 7.  | Seein Thangs (featuring David Banner)                        | Crimson Red de Cecilia                                                   | 3:40  |
| 8.  | Broken Levee Blues                                           | Rolling Love Pt. 2 des 3 Days Ahead LPF                                  | 2:07  |
| 9.  | Artifact (Instrumental)                                      | Stop Vivesection Now d'Oi Polloi                                         | 2:57  |
| 10. | Backstage Girl (featuring Phonte)                            |                                                                          | 7:22  |
| 11. | Triplicate / Something Happened That Day                     | In a Landscape de John Cage                                              | 3:44  |
| 12. | The Tiger (featuring Sergio Pizzorno et Christopher Karloff) |                                                                          | 4:55  |
| 13. | Erase You (featuring Chris James)                            | What Goes Around Comes Around (Part 1) d'Arthur Monday                   | 6:58  |
| 14. | What Have I Done (featuring Christina Carter)                | Grow de Scott Witte                                                      | 5:24  |
| 15. | You Made It (featuring Chris James)                          | Hard on Me des Bentleys                                                  | 2:47  |
| 16. | Enuff (featuring Q-Tip et Lateef The Truth Speaker)          | Bobby de Severance                                                       | 4:28  |
| 17. | Dats My Part (featuring E-40)                                |                                                                          | 4:03  |

| 18. | 3 Freaks (Droop-E Remix) (featuring Keak Da Sneak, Mistah F.A.B. et Turf Talk) | 4:32 |

## Sorties aditionnelles
Plusieurs autres versions de l'album ont vu le jour :
- une version japonaise avec une jaquette rouge comporte la piste supplémentaire Purple Grapes et le clip 3 Freaks[12],
- une version limitée britannique avec une jaquette blanche contenant un CD et un DVD regroupant les clips de l'album[13].